# Ewa Krzyżewska

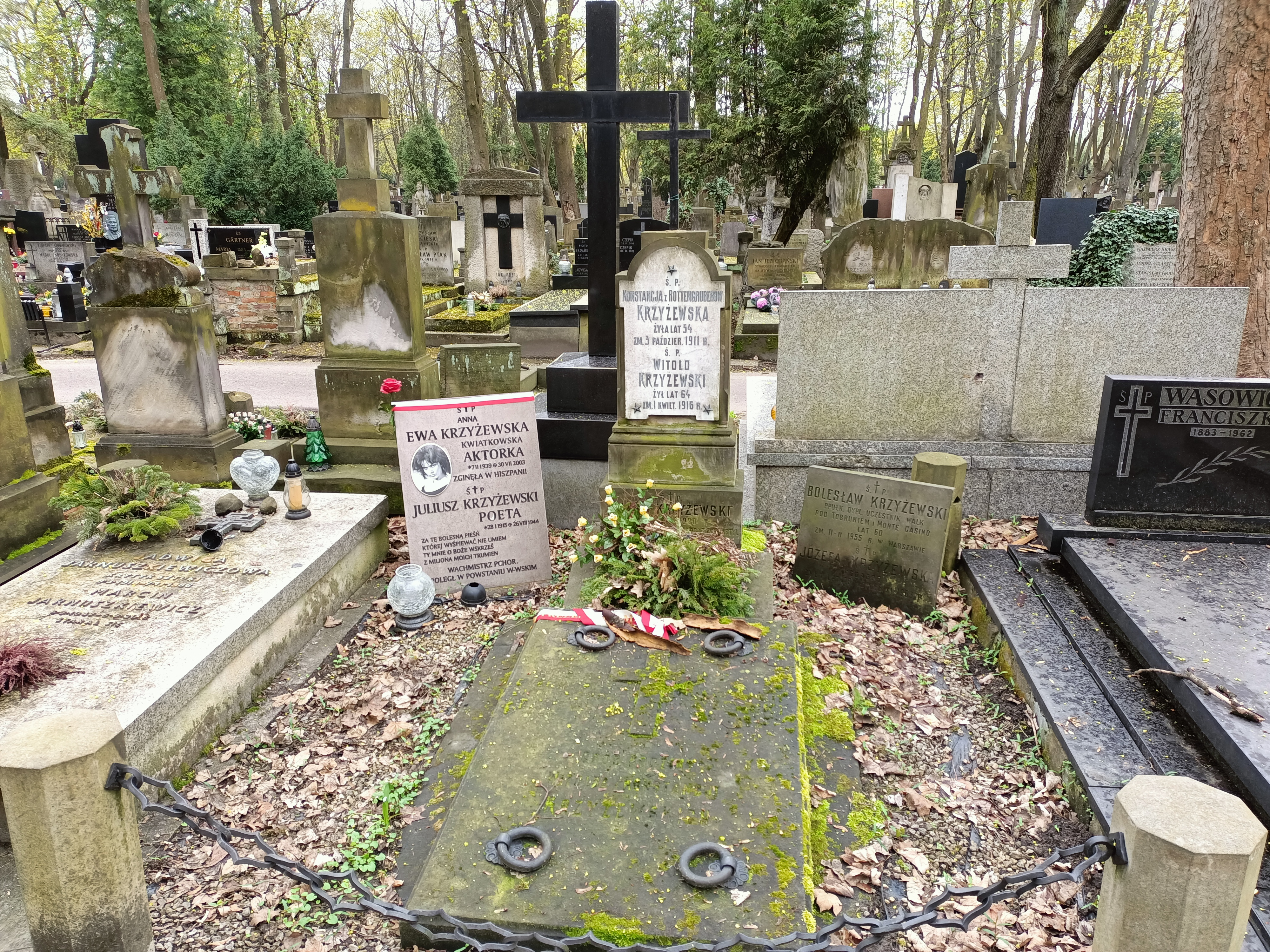
Das Grab der Schauspielerin auf dem Warschauer Powązki-Friedhof

Ewa Krzyżewska (eigentlich Anna Ewa Krzyzewska; * 7. Februar 1939 in Warschau, Polen; † 30. Juli 2003 in Spanien) war eine polnische Schauspielerin.

## Leben
Ewa Krzyżewska wurde 1939 in Warschau geboren, ihr Vater war Juliusz Walerian Krzyżewski, ein Dichter, ihre Mutter Maria Stanisława Krzyżewska, geborene Piotrowska. Sie lebten zunächst in der polnischen Hauptstadt und zogen wenig später ins Haus der Großmutter väterlicherseits in Międzylesie bei Warschau. Aufgrund finanzieller Probleme erfolgte bereits im Mai 1940 ein weiterer Umzug nach Chrzanów zur Großmutter mütterlicherseits. Ewas Vater Juliusz nahm am Warschauer Aufstand teil und wurde dabei am 26. August 1944 getötet. Dies verschlechterte die finanzielle Situation von Mutter und Tochter drastisch, was auch in der Nachkriegszeit anhielt. Ihre Mutter Maria nahm Gelegenheitsarbeiten an, um „über die Runden zu kommen“, Ewa ging zur öffentlichen Grundschule in Chrzanów und danach aufs Gymnasium. Beide zogen später nach Krakau.
Ewa studierte ab 1956 Schauspiel an der Staatlichen Hochschule für Theater in Krakau (PWST) und begann fortan, ihren zweiten Namen Ewa als Vornamen zu verwenden. 1958 hatte sie in dem Film Asche und Diamant von Andrzej Wajda ihr Leinwanddebüt. Diese sich ihr noch während des Studiums bietende Gelegenheit war ein wichtiges Ereignis für ihre nachfolgende Filmkarriere. Sie schloss ihr Studium 1962 ab und spielte von 1962 bis 1967 im Ensemble des Dramatischen Theaters in Warschau. Sie spielte in weiteren polnischen Filmproduktionen wie Pharao, Wie fern, wie nah... oder Eifersucht und Medizin. In ihrer knapp fünfzehnjährigen Schauspielkarriere wirkte sie in rund 20 Filmen mit.
1960 heiratete Ewa Krzyżewska Wacław Andrzej Spława-Neyman, von dem sie sich am 19. Juli 1963 wieder scheiden ließ. 1970 lernte sie den 14 Jahre älteren Architekten, Rechtsanwalt und Diplomat Bolesław Kwiatkowski kennen, welchen sie am 30. Juni 1971 ehelichte. Sie beendete wennig später, im Jahr 1973, ihre künstlerische Laufbahn und verließ daraufhin mit ihrem Mann ihre polnische Heimat. Sie zog zunächst in die Vereinigten Staaten, wo sie unter anderem in New York in der Bibliothek der Vereinten Nationen arbeitete. Sie betätigte sich auch als Modedesignerin, Visagistin, Kosmetikerin sowie Immobilienmaklerin. Krzyżewska und Kwiatkowski ließen sich Ende der 1980er Jahre in Almuneca in Spanien nieder. Die Schauspielerin soll – möglicherweise aufgrund der fehlenden Anerkennung, die sie während ihrer erfolgreichen Schauspielkarriere genoss – an Depressionen gelitten und sich immer mehr zurückgezogen haben.
Ewa Krzyżewska starb im Jahr 2003 in Spanien an den Folgen eines Autounfalls, der sich am 28. Juli ereignete, bei dem auch ihr Mann ums Leben kam. Krzyżewska wurde im Familiengrab in ihrer Geburtsstadt auf dem Powązki-Friedhof neben ihrem Vater beigesetzt.

## Filmografie
- 1958: Asche und Diamant (Popiół i diament)
- 1960: Krieg (Rat)
- 1961: Männer um Susanne (Zuzanna i chłopcy)
- 1961: Allerseelen (Zaduszki)
- 1963: Der Mörder und das Mädchen (Zbrodniarz i panna)
- 1963: Die Frau, die man nie vergessen kann (Naprawdę wczoraj)
- 1965: Pharao (Faraon)
- 1965: Salto
- 1966: Heilmittel gegen Liebe (Lekarstwo na milosc)
- 1966: Rückkehr zur Erde (Zejście do piekła)
- 1970: Aktion Brutus (Akcja Brutus)
- 1971: Der Specht (Dzieciol)
- 1971: Liebeserklärung an G.T.
- 1971: Okno zabite deskami
- 1971: Wie fern, wie nah... (Jak daleko stąd, jak blisko)
- 1972: Das Geheimnis der Anden
- 1973: Eifersucht und Medizin (Zazdrość i medycyna)